# فرودگاه بین‌المللی دل نورت

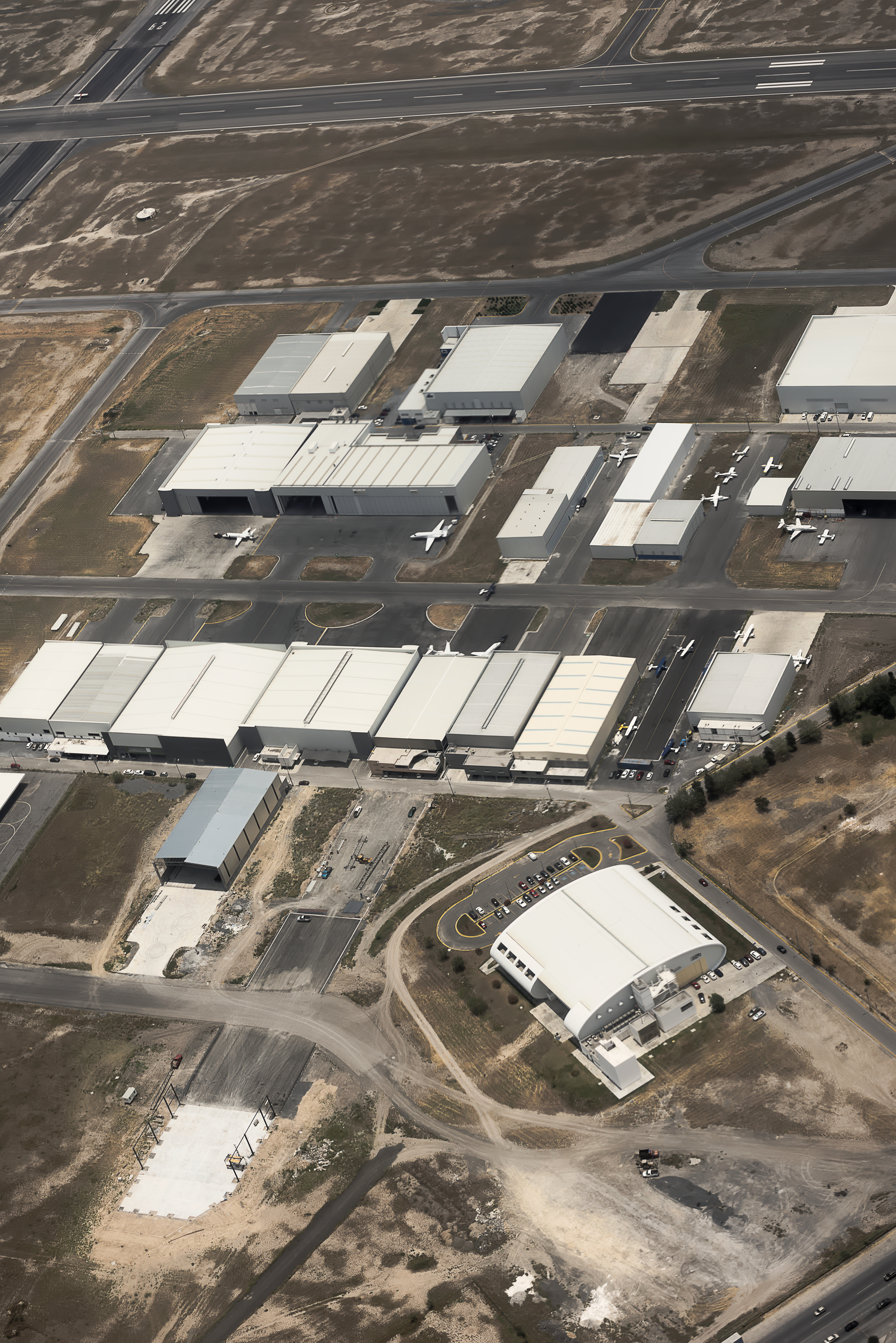
عکس فرودگاه که در آن هواپیما وجود دارد

فرودگاه بین‌المللی دل نورت (به انگلیسی: Del Norte International Airport) یک فرودگاه همگانی با کد یاتا NTR است که یک باند فرود آسفالت دارد و طول باند آن ۲۰۱۱ متر است. این فرودگاه در شهر مونترری، نوئوو لئون کشور مکزیک قرار دارد و در ارتفاع ۴۴۸ متری از سطح دریا واقع شده‌است.